# Olga Kozłowa
Olga Olegowna Kozłowa z d. Simuszyna (ros. Ольга Олеговна Козлова z d. Симушина; ur. 17 grudnia 1969) – rosyjska biathlonistka. W Pucharze Świata zadebiutowała 15 stycznia 1993 roku w Val Ridanna, zajmując 5. miejsce w biegu indywidualnym. W indywidualnych zawodach tego cyklu jeden raz stanęła na podium: 22 stycznia 1994 roku w Anterselvie była trzecia w sprincie. Wyprzedziły ją tam reprezentantka Białorusi Swietłana Paramygina i Niemka Antje Harvey. W klasyfikacji generalnej sezonu 1993/1994 zajęła ostatecznie 26. miejsce. W 1993 roku wystąpiła na mistrzostwach świata w Borowcu, gdzie zajęła 16. miejsce w biegu indywidualnym i piąte w biegu drużynowym. Osiągnęła tam też największy sukces w swej karierze, wspólnie ze Swietłaną Paniutiną, Nadieżdą Tałanową i Jeleną Biełową zdobywając brązowy medal w sztafecie. Nigdy nie wystartowała na igrzyskach olimpijskich.

## Osiągnięcia

### Mistrzostwa świata
| Rok  | Miejscowość | Konkurencje | Konkurencje | Konkurencje | Konkurencje | Konkurencje | Konkurencje | Konkurencje |
| Rok  | Miejscowość | IN          | SP          | PU          | MS          | RL          | MR          | SR          |
| ---- | ----------- | ----------- | ----------- | ----------- | ----------- | ----------- | ----------- | ----------- |
| 1993 | Borowec     | 16.         | –           | nd.         | nd.         | 3.          | nd.         | –           |

### Puchar Świata

#### Miejsca w klasyfikacji generalnej
| Sezon     | Miejsce |
| --------- | ------- |
| 1992/1993 | 27.     |
| 1993/1994 | 26.     |

#### Miejsca na podium chronologicznie
| Lp. | Dzień       | Rok  | Miejscowość | Konkurencja      | Lokata | Pudła | Czas biegu | Strata | Zwycięzca            |
| --- | ----------- | ---- | ----------- | ---------------- | ------ | ----- | ---------- | ------ | -------------------- |
| 1.  | 22 stycznia | 1994 | Anterselva  | Sprint na 7,5 km | 3.     | 0+0   | 22:40,7    | +20,0  | Swietłana Paramygina |